# Техснабэкспорт
АО «Техснабэкспорт» — внешнеторговая компания госкорпорации «Росатом», головная организация дивизиона «Сбыт и трейдинг». Поставщик продукции ядерного топливного цикла, производимой предприятиями российской атомной отрасли. На внешнем рынке действует под торговой маркой TENEX.
Компания является одним из крупнейших в мире экспортеров обогащенного уранового продукта и услуг по обогащению урана. Поставками АО «Техснабэкспорт» обеспечивается значительная часть потребностей реакторов зарубежного дизайна в обогащенном уране.
В 2019 году АО «Техснабэкспорт» заключено 28 сделок c 18 заказчиками из восьми стран (включая дополнения к действующим контрактам). Стоимость заключённых сделок составила порядка 3 млрд долл. США.
По итогам 2019 года АО «Техснабэкспорт» сохранило позиции одного из ведущих поставщиков продукции начальной стадии ядерного топливного цикла, обеспечив значительную часть потребностей реакторов зарубежного дизайна в услугах по обогащению урана. Все обязательства по действующим контрактам в отчётном году исполнены АО «Техснабэкспорт» в срок и в полном объёме: урановая продукция поставлена в 16 стран мира для 42 заказчиков. Объём продаж по итогам года составил порядка 2 млрд долл. США.
В контур группы компаний «Техснабэкспорт» в том числе входят АО «ЛЦ ЯТЦ», АО «СПб „ИЗОТОП“, АО „Ураниум Уан Груп“, а также зарубежные дочерние общества в ключевых регионах присутствия.

## История
В 1949 году при всесоюзном объединении «Техноэкспорт» Министерства внешней торговли СССР сформирована рабочая группа из десяти человек, задачей которой стала организация снабжения уранодобывающих предприятий, построенных Советским Союзом в странах Восточной Европы. В 1952 году на основе рабочей группы была создана Контора технического снабжения, сотрудничавшая с советско-германским акционерным обществом «Висмут», «Яхимова доля» в Чехословакии, предприятием «Кварцит» в Румынии, «Кузнецкими рудниками» в Польше, советско-болгарским горным обществом «Редкие металлы», венгерским предприятием «Боксит». В 1955 году в ходе реорганизации «Техноэкспорта» Контору в полном составе перевели в «Машиноэкспорт».
Расширение перечня поставляемых товаров и рост масштабов импорта урана привели к постановке вопроса о расширении Конторы и придании ей статуса самостоятельной внешнеторговой организации. 17 июля 1963 г. распоряжением Совета министров СССР № 1477-рс была создана Всесоюзная экспортно-импортная контора «Техснабэкспорт», занимавшаяся поставками оборудования восточноевропейским урановым предприятиям и расчётами по импорту урана в СССР, внешнеторговыми операциями с редкоземельными, редкими и тугоплавкими металлами, радиоактивными и стабильными изотопами, источниками ионизирующего излучения, контрольно-измерительными приборами, а также ускорительной и рентгеновской техникой.
В 1975 году экспортно-импортная контора «Техснабэкспорт» преобразована во Всесоюзное объединение (В/О) «Техснабэкспорт», основным предметом деятельности которого становятся поставки за рубеж урановой продукции. В 1988 году В/О «Техснабэкспорт» передано в ведение Министерства среднего машиностроения СССР (сегодня — Госкорпорация «Росатом»). В 2007 году «Техснабэкспорт» включён в состав АО «Атомэнергопром», 100 % акций которого принадлежат Госкорпорации «Росатом».
В 1971 году заключён первый контракт на поставки услуг по обогащению урана с Комиссариатом по атомной энергии Франции, что означало фактически выход «Техснабэкспорта» на европейский, а затем и мировой урановый рынок: в 1970-80-е годы — подписаны контракты и осуществлены первые поставки в Италию, Германию, Швецию, Испанию, Финляндию, Великобританию, Бельгию, Республику Корея. В 1990-е годы «Техснабэкспорт» заключил контракты с ЮАР, КНР, Швейцарией и Японией; в 2000-е — с Мексикой и Чехией.
1963—1964: Борис Константинович Пушкин

1964—1973: Сергей Григорьевич Арутюнов

1973—1980: Евгений Петрович Волчков

1980—1988: Борис Константинович Пушкин

1988—1998: Альберт Александрович Шишкин

1999—2001: Ревмир Георгиевич Фрайштут

2002—2007: Владимир Алексеевич Смирнов

2007—2012: Алексей Антонович Григорьев

2013—2018: Людмила Михайловна Залимская

2018—н. в.: Сергей Игоревич Полгородник
В октябре 1992 г. подписанием Минатомом России и Министерством торговли США Соглашения о приостановлении антидемпингового расследования по поставкам урановой продукции из Российской Федерации (СПАР) было приостановлено инициированное американскими производителями природного урана в начале 1990-х годов антидемпинговое расследование против экспорта российского природного урана. Условия СПАР позволяли осуществлять коммерческие поставки обогащенного урана в США в незначительном объёме в рамках оговоренных квот вплоть до 2002 года.
В 1994 году в целях реализации Соглашения между Правительством Российской Федерации и Правительством США об использовании высокообогащенного урана, извлеченного из ядерного оружия (Соглашение ВОУ-НОУ), «Техснабэкспорт» подписан контракт с Обогатительной корпорацией США (United States Enrichment Corporation — USEC), в соответствии с которым до конца 2013 г. в США поставлялся НОУ, полученный в результате переработки 500 тонн ВОУ, извлеченного из демонтированных боеголовок. Совокупный доход российской стороны составил приблизительно 17 млрд долл. США.
В период активных рыночных реформ российской атомной отрасли 2002—2007 гг. ТЕNEX поддержал производство путём покупки и консолидации ряда активов в области урановой добычи, машиностроения и химической промышленности. По мере достижения экономической устойчивости эти непрофильные предприятия передавались другим предприятиям отрасли — АО «ТВЭЛ» (передан холдинг «Русская газовая центрифуга»), холдингу «Композит» (передан научно-производственный комплекс «Химпроминжиниринг»), АО «Атомредметзолото» (переданы российские и зарубежные активы в области добычи урана) [7].
В 2012 году заключён контракт с Emirates Nuclear Energy Corporation (Объединенные Арабские Эмираты) на поставку низкообогащенного урана в период с 2015 по 2029 год для покрытия потребностей первой в арабском мире АЭС Барака .
Во исполнение трёхстороннего межведомственного Меморандума о сотрудничестве в мирном использовании атомной энергии 2016 года АО «Техснабэкспорт» осуществляется сотрудничество с японскими партнёрами в области ликвидации последствий аварии на японской АЭС Фукусима-1. Консорциум в составе ФГУП «РосРАО» и АО «Техснабэкспорт» по итогам тендера, проведённого в 2017 году Исследовательским институтом Митсубиши, осуществляет комплекс работ по созданию нейтронного детектора для поиска и идентификации во внутриреакторном пространстве фрагментов поврежденного ядерного топлива.
В феврале 2017 г. Правительство Российской Федерации распоряжением № 211-р определило АО «Техснабэкспорт» единственной организацией, уполномоченной заключать внешнеторговые сделки, связанные с ввозом в Российскую Федерацию облученных тепловыделяющих сборок ядерных реакторов.
В 2017 году Госкорпорация «Росатом» уполномочила АО «Техснабэкспорт» на осуществление транзита низкообогащенного урана по территории Российской Федерации в рамках проекта создания Банка НОУ МАГАТЭ в Республике Казахстан.
В феврале 2018 г. АО «Техснабэкспорт» в консорциуме с ФГУП «РосРАО», АО «Радиевый институт им. В. Г. Хлопина» и АО «ГНЦ НИИАР» выбрано исполнителем работ в рамках субсидируемого японским Правительством проекта разработки технологий анализа изменения свойств кориума в процессе старения. В рамках проекта будут изучены образцы кориума и лав аварийной Чернобыльской АЭС и изготовлены модельные образцы топливных осколков АЭС «Фукусима-Дайичи» для разработки прогнозной модели изменения характеристик кориума с целью использования при ликвидации последствий аварии на АЭС «Фукусима-Дайичи».
АО «Техснабэкспорт» во главе консорциума организаций Госкорпорации «Росатом» активно участвует в ликвидации последствий аварии на АЭС «Фукусима» в Японии. В 2019 году, после завершения исследований по прогнозированию изменений свойств кориума в процессе старения, АО «Техснабэкспорт» было выбрано исполнителем второго проекта по данной тематике.
Одним из направлений деятельности компании является транспортно-логистическое обеспечение поставок.

## Направления деятельности
АО „Техснабэкспорт“ занимается» разработкой и поставкой систем хранения и транспортировки ОЯТ, поставкой оборудования для обращения с РАО, созданием объектов инфраструктуры по обращению с ОЯТ на территории заказчика и переработкой ураносодержащих материалов. Компания также предоставляет транспортно-логистические услуги и занимается развитием новых направлений бизнеса.

### Продукция ядерного топливного цикла
1. Урановая продукция[16] АО «Техснабэкспорт» поставляет урановую продукцию, производимую российскими предприятиями ЯТЦ: природный и обогащенный уран, услуги по конверсии и обогащению урана, а также услуги по обращению с регенерированным ураном и другими ураносодержащими материалами нестандартных спецификаций. Данная продукция используется для производства топлива для атомных электростанций и исследовательских реакторов  АО «Техснабэкспорт» обеспечивает значительную часть потребностей реакторов зарубежного дизайна в услугах по обогащению урана.  • В числе заказчиков более 40 компаний из различных регионов мира    • Ежегодный объём продаж составляет около 2 млрд долл. США   • Суммарный объём портфеля долгосрочных заказов составляет порядка 16 млрд долл. США[16]
2. Товары и услуги в области обращения с отработавшим ядерным топливом (ОЯТ)[16] АО «Техснабэкспорт» продвигает на мировой рынок российские решения в области безопасного обращения с ОЯТ в процессе выгрузки, хранения и мониторинга, транспортировки, переработки ОЯТ и кондиционирования РАО.  · переработка ОЯТ с фракционированием РАО;  · разработка и поставка систем хранения и транспортировки ОЯТ;  · создание объектов инфраструктуры по обращению с ОЯТ на территории заказчика;  · поставка оборудования для обращения с РАО;  · консалтинг в области обращения с ОЯТ и РАО.  Такие решения позволяют минимизировать объёмы и степень опасности радиоактивных отходов. Полученное в результате переработки ОЯТ ценное сырье подлежит повторному вовлечению в ядерный топливный цикл (ЯТЦ).  Распоряжением Правительства Российской Федерации АО «Техснабэкспорт» назначен единственной организацией, уполномоченной на заключение внешнеторговых сделок, связанных с ввозом на переработку в Россию облученных тепловыделяющих сборок.[16]
3. Транспорт и логистика[16] АО "Техснабэкспорт" оказывает полный комплекс логистических услуг, обеспечивая поставки продукции ЯТЦ с соблюдением всех международных и национальных требований в области безопасности.  Инфраструктура и маршрутная сеть позволяют предлагать зарубежным заказчикам гибкие условия транспортировки продукции с использованием морских портов в Северо-Западном, Дальневосточном и Южном регионах России.[16]
4. Новые направления бизнеса — АО «Техснабэкспорт» ведёт работу по расширению продуктового предложения для компаний, которые ориентированы на производство и использование «зеленой» энергии[16]

## Лоббистская кампания Техснабэкспорта в США
«Техснабэкспорт» смог в 2000-е годы успешно пролоббировать отмену ограничений на поставку в США урана. «Техснабэкспорт» поставляла в США переработанный оружейный уран по программе «НОУ-ВОУ». Две американские компании (United States Enrichment Co., USEC и ConverDyn), которые поставляли уран, были недовольны дешёвым российским ураном и начали антидемпинговые процедуры. Министерство торговли США ввело жесткие ограничения. Техснабэкспорт был долгие годы связан квотами на поставку и обязанностью торговать через американского посредника.
В 2006 году «Техснабэкспорт» нанял за 210 тысяч долларов в год лоббистскую фирму «Ди-Си невигейторс» (DC Navigators). Эта фирма предприняла лоббистские усилия в Конгрессе США (в обеих палатах), в Администрации Президента США и в Министерстве энергетики США. В 2007 году американский суд по международной торговле установил, что Министерство торговли США неправомерно начало антидемпинговое расследование против Техснабэкспорта. Однако на фоне российско-грузинской войны 2008 года американская урановая фирма ЮСЕК (United States Enrichment Co.) в ответ начала бороться против ратификации российско-американского соглашения, которое должно было лишить ЮСЕК прав исключительного агента на закупку российского урана.
Со своей стороны в 2008—2009 годах «Техснабэкспорт» заплатил 160 тысяч долларов лоббистской фирме «Кэссиди энд Эссошиэйтед» (Cassidy & Assosiates) за лоббирование в Конгрессе США, Министерстве энергетики, Государственном департаменте и Министерстве торговли. Дополнительно работала пиар-фирма «ЭПКО ворлдвайд» (APCO Worldwide). В 2010 году президент США вновь внёс российско-американское соглашение на ратификацию Конгресса США. С резолюцией «О неодобрении соглашения» выступили конгрессмен от Массачусетса демократ Эд Марки и республиканец от Небраски Дж. Фортенберри. Однако в итоге Соглашение, пролежав в Конгрессе США 90 дней, было автоматически ратифицировано.
Таким образом было принято решение об отмене лимита на поставку урана в США после 2020 года, а до того было предусмотрено его постепенное повышение. В итоге лимит на поставку урана в США в 2011—2013 годах был увеличен с 16 тонн до 41 тонны. В этой лоббистской кампании существенную роль сыграли юристы, которые нашли лазейку в законодательстве, добившись признания того, что поставка урана — не поставка товара, а услуга. На 2016 год это была единственная успешная лоббистская кампания российской стороны, при которой деньги, потраченные на лоббистов, себя оправдали.

## Дочерние компании
- Франция: 1971 → 1973
- Италия: 1973 → 1975
- Германия: 1973 → 1975
- Швеция: 1974 → 1979
- Испания: 1974 → 1978
- Финляндия: 1974 → 1976
- Великобритания: 1975 → 1980
- Бельгия: 1975 → 1977
- США: 1986 → 1987
- Республика Корея: 1988 → 1989
- Китай: 1993 → 1994
- ЮАР: 1993 → 1995
- Швейцария: 1996 → 2000
- Япония: 1999 → 2000
- Мексика: 2003 → 2003
- Украина: 2007 → 2007
- ОАЭ: 2012 → 2015

приведено по данным:
История // «Техснабэкспорт»
- АО "СПб «ИЗОТОП»
- АО «ТЕНЕКС-Логистика»
- ООО «Краун»
- INTERNEXCO GmbH — Цуг, Швейцария (основана в Германии в 1989 году, стала первой дочерней компанией АО «Техснабэкспорт» — внешнеторговой компании «Росатома»)
- TENEX-Korea Co., Ltd. — Сеул, Республика Корея
- TENEX-Japan Co. — Токио, Япония
- TRADEWILL LIMITED — Лондон, Великобритания
- TENAM Сorporation — Вашингтон, США[19]

## Показатели деятельности
- АО «Техснабэкспорт» признавалось в 1997, 1998, 2001, 2004, 2007 и 2012 гг. победителем конкурса «Лучший российский экспортер», проводившегося Министерством промышленности и торговли Российской Федерации за успехи в продвижении на мировой рынок российской урановой продукции[20].
- В 2008 году АО «Техснабэкспорт» стало победителем конкурса «Таможенный Олимп» в номинации «Лидер внешней торговли России», организованного Федеральной таможенной службой Российской Федерации и ЗАО «РОСТЭК-Таможинформ»[20].
- В 2013 году, в канун 50-летнего юбилея компании, коллектив АО «Техснабэкспорт» награждён Почётной грамотой Правительства Российской Федерации за большой вклад в развитие сотрудничества в атомной отрасли и высокие достижения в области мирного использования атомной энергии[20].
- В 2015 году АО «Техснабэкспорт» стало победителем конкурса Министерства промышленности и торговли Российской Федерации «Экспортер года — 2014» в номинации «Самый глобально ориентированный российский экспортер»[20].
- В 2015 году АО «Тесхнабэкспорт» стало победителем Всероссийского конкурса «Лидеры российского бизнеса: динамика и ответственность — 2014», проводимого Российским союзом промышленников и предпринимателей (РСПП), в специальной номинации «За информационную открытость»[20].
- В декабре 2020 года «Техснабэкспорт» стал лауреатом премии «Экспортер года — 2020»[21].

## Членство в международных ассоциациях
АО «Техснабэкспорт» является членом нескольких международных ассоциаций:
- World Nuclear Association — членство с 1991 года
- Japan Atomic Industrial Forum — ассоциированное членство с 1998 года
- World Nuclear Fuel Market — членство с 2001 года
- Korea Atomic Industrial Forum — ассоциированное членство с 2004 года
- Nuclear Energy Institute — членство с 2008 года
- World Nuclear Transport Institute — возобновлено ассоциированное членство с 2012 года[22][неавторитетный источник]